# Actinodura de coroneta negra
L'actinodura de coroneta negra (Actinodura sodangorum) és una espècie d'ocell de la família dels leiotríquids (Leiothrichidae) que habita els boscos de l'oest del Vietnam.